# HT-28
Escadron d'entraînement d'hélicoptères 28
Le Helicopter Training Squadron 28 (HT-28) ou HELTRARON TWENTY EIGHT  est un escadron d'entraînement d'hélicoptères du Naval Air Training Command de l'US Navy. Créé en 1972, il est basé actuellement à la Naval Air Station Whiting Field, en Floride. Connu sous le nom de "Hellions" il est le troisième des  escadrons d'hélicoptères du Training Air Wing Five (TRAWING FIVE).

## Mission
La mission principale du HT-28 est de faire passer les étudiants aviateurs à travers une formation de base et avancée de pilote d'hélicoptères. Avec ses escadrons frères, le HT-8 et le HT-18, le HT-28 offre une formation avancée en vol d'hélicoptère à tous les étudiants de l'US Navy, du US Marine Corps et de l'US Coast Guard ainsi qu'aux étudiants internationaux de plusieurs pays alliés. De plus, le HT-28 propose un programme d'études abrégé sur les hélicoptères pour les futurs pilotes du MV-22 Osprey.
Le HT-18 pilote à la fois le TH-57B Sea Ranger et le TH-57C Sea Ranger. L'unité a la lettre E en code de queue.

## Historique
Le HT-28 a été établi par le chef des opérations navales avec une note OPNAV 5450 datée du 1er novembre 2006. L'ordre se lit, en partie : "Actuellement, il existe deux escadrons d'entraînement d'hélicoptères avancés situés à Naval Air Station Whiting Field, à Milton, en Floride. Afin de répondre à l'augmentation prévue du plan de production intégré rotatif avancé, étendez la surveillance et assurez-vous que la qualité de la formation et la sécurité du vol ne sont pas compromises, un troisième escadron rotatif avancé est nécessaire."
La cérémonie d'établissement a eu lieu à bord du NAS Whiting Field le 25 mai 2007. L'escadron a d'abord été doté en transférant un tiers des instructeurs du HT-8 et un tiers des instructeurs du HT-18 au nouveau HT-28 créant trois escadrons de taille égale.
Historiquement, un seul autre escadron a porté le nom de «Hellions» : le VMF-218, un escadron de chasseurs de marine depuis longtemps désaffecté. Le motif du dragon chinois du patch original de l'escadron VMF-218 est repris dans le patch HT-28 en partie comme un clin d'œil à l'héritage du nom.